# Campionati europei di karate 1970
I campionati europei di karate 1970 sono stati la 5ª edizione della competizione. Si sono svolti a Amburgo, in Germania Ovest, dal 5 al 7 maggio.

## Podi

### Maschili
| Specialità     | Oro              | Argento       | Bronzo        |
| Ippon          | Dominique Valera | Gilbert Gruss | Geert Lemmens |
| Ippon          | Dominique Valera | Gilbert Gruss | Billy Higgins |
| Gara a squadre | Germania Ovest   | Francia       | Jugoslavia    |
| Gara a squadre | Germania Ovest   | Francia       | Regno Unito   |